# Tulipa dasystemon
Tulipa dasystemon là một loài thực vật có hoa trong họ Liliaceae. Loài này được (Regel) Regel miêu tả khoa học đầu tiên năm 1879.